# Marie de Rohan-Montbazon, duchesse de Chevreuse

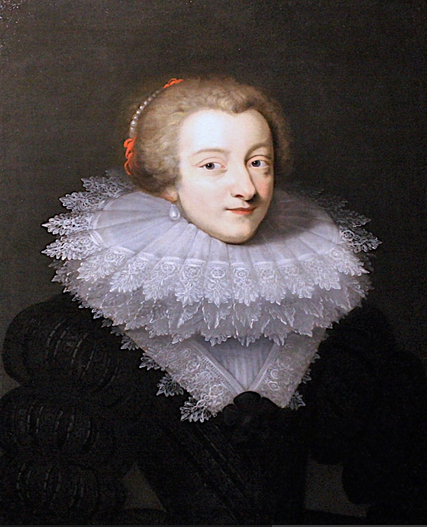
Marie de Rohan, duchesse de Luynes (c. 1621)

Marie Aimée de Rohan-Montbazon, duchesse de Chevreuse (* Dezember 1600; † 12. August 1679 in Gagny, Frankreich) war berühmt für ihre Affären und Intrigen.
Ihr Leben war bestimmt von ihren Affären, ihrer Freundschaft mit Anna von Österreich und ihrer Feindschaft zu Kardinal Richelieu und später Kardinal Mazarin, gegen die sie zahlreiche erfolglose Intrigen und Komplotte spann. Zu ihren Liebhabern zählte unter anderem der französische Schriftsteller François de La Rochefoucauld.

## Biografie

### Familie und Kindheit
Marie de Rohan-Montbazon stammte aus einem alten Adelsgeschlecht, das seine Abstammung auf die vorrömischen Fürsten der Bretagne zurückführte. Ihr Vater war Hercule de Rohan, Herzog von Montbazon und Graf von Rochefort-en-Yvelines, ein Vertrauter von König Heinrich IV., der die Würden eines Pair von Frankreich, grand veneur de France und Gouverneur von Paris und der Île-de-France innehatte. 
Ihre Mutter, Madeleine de Lenoncourt, starb, als Marie zwei Jahre alt war. Gemeinsam mit ihrem zwei Jahre älteren Bruder wuchs sie auf Schloss Couzières in der Obhut von Bediensteten auf. Das Geschwisterpaar war unzertrennlich. Marie soll oft die Kleider ihres Bruders getragen und sich mit ihm und seinen Freunden die Zeit mit Reiten, Jagen und Pferderennen vertrieben haben.

### Ehen

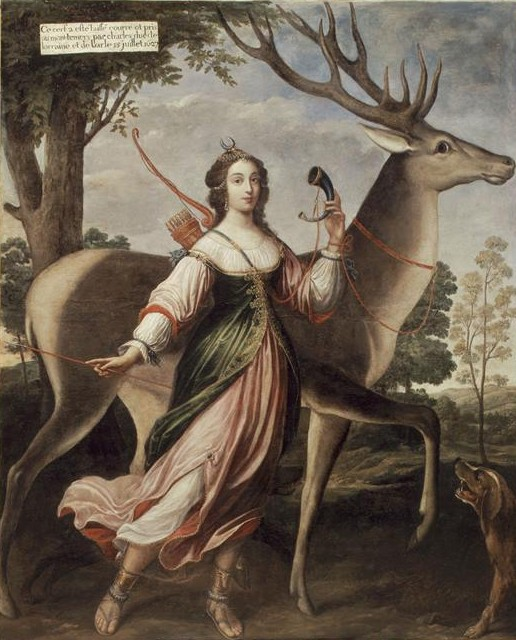
Marie de Chevreuse als Göttin Diana

Als Ludwig XIII. im Jahre 1615 mit Anna von Österreich vermählt wurde, wurde Marie für den Hofstaat der jungen Königin ausgewählt und erregte mit ihrem Unternehmungsgeist, ihrer ungezügelten Lebensfreude und ihrer außergewöhnlichen Schönheit Aufsehen bei Hof. Nachdem der damalige Favorit Königs Ludwig XIII., Charles d’Albert, duc de Luynes, mit dem Staatsstreich gegen Concino Concini der einflussreichste Mann Frankreichs geworden war, nahm er sie am 13. September 1617 zur Frau. Der Ehe zwischen Charles Albert und Marie entstammten zwei Kinder:
- Louis Charles, Duc de Luynes (* 25. Dezember 1620 im Louvre; † 10. Oktober 1690 in Paris)
- Anne Marie (* 1622 im Louvre; † 21. September 1646)

König Ludwig war begeistert von der jungen Frau, die sich wie er für Pferde, Jagd und Falknerei begeisterte, und machte sie nach der Geburt ihres ersten Kindes zur ersten Hofdame der Königin. Schnell stieg sie zur engsten Vertrauten Annas auf, 1619 wurde sie Surintendante de la Maison de la Reine. Nach dem Tod Luynes am 15. Dezember 1621 heiratete sie am 21. April 1622 Claude de Lorraine, den Herzog von Chevreuse. Mit ihm hatte sie drei Töchter:
- Anne Marie, Äbtissin von Pont-aux-Dames (* 1624; † 5. August 1652 in Paris)
- Charlotte-Marie (* 1627; † 7. November 1652 in Paris)
- Henriette, Äbtissin von Jouarre (* 1631; † 25. Januar 1693 in Paris)

### Intrigen
1625 bahnte Rohan-Montbazon eine Liaison zwischen Anna und George Villiers, 1. Duke of Buckingham, an. 1626 waren sie und ihr Geliebter, Henri de Talleyrand-Périgord, der Graf von Chalais, in eine Verschwörung zur Ermordung Richelieus verwickelt, die der Kardinal aufdecken konnte. Chalais wurde hingerichtet, Marie nach Poitou verbannt. Sie zog sich an den lothringischen Hof zurück und gewann Herzog Karl IV. für Buckinghams anti-französische Koalition. 1628 durfte sie nach Frankreich zurückkehren.
1633 wurde sie nach Tours verbannt, weil sie angeblich ihren Liebhaber, den königlichen Siegelbewahrer Charles de L’Aubespine, Marquis de Châteauneuf, ausgehorcht und Staatsgeheimnisse an Spanien verraten hatte. 1637, Frankreich befand sich inzwischen im Krieg mit Spanien, entdeckte Richelieu, dass die Königin Anna mit ihrer Hilfe eine Korrespondenz mit ihren spanischen Verwandten unterhielt. Daraufhin floh die Herzogin nach Spanien. Diesmal konnte sie erst nach dem Tod von König und Kardinal nach Frankreich zurückkehren.
Ihr Verhältnis zur Königin zerbrach an deren Zuneigung zu Kardinal Mazarin, der sich so Maries Feindschaft zuzog. Sie beteiligte sich an der Cabale des Importants zur Ermordung Mazarins und wurde wieder verbannt. Zu Beginn der Fronde kehrte sie zurück und schloss sich der Partei des Fürsten von Condé, Louis II. de Bourbon, prince de Condé, an.
1652 versöhnte sie sich mit der Königin und zog sich endgültig von der politischen Bühne zurück.

## Fortleben
Maries Affäre mit Chalais steht im Zentrum der Oper Maria di Rohan von Gaetano Donizetti (1843). Ihre Rolle in der Affäre zwischen Anna und Buckingham inspirierte Alexandre Dumas, der sie als geheimnisvolle Geliebte seiner Musketiere Aramis und Athos in Die drei Musketiere auftauchen ließ.